# 高橋省吾
高橋 省吾（たかはし しょうご、1943年1月26日 - ）は福井県出身の元裁判官。現在は山梨学院大学法科大学院教授及び中央大学法科大学院客員教授。

## 経歴
- 東京大学卒業
- 1993年 - 司法研修所教官
- 1994年 - 最高裁判所事務総局刑事局長兼最高裁判所図書館長
- 1997年 - 山形地方裁判所所長兼山形家庭裁判所所長
- 1999年 - 東京高等裁判所部総括判事

## 主な担当事件
- 自由民主党本部放火襲撃事件（一審東京地裁裁判長 1991年）

※証拠不十分により無罪判決を出した。
- 佐藤優に対する背任・偽計業務妨害罪被告事件（二審東京高裁裁判長 2007年1月31日）

※一審の執行猶予付き有罪判決を支持し、弁護側の控訴を棄却した。
- 渋谷駅駅員銃撃事件（二審東京高裁裁判長 2007年4月25日）

※一審の無期懲役の判決を破棄し、死者1人では特に異例ともいえる死刑判決を言い渡した。この判決は後に最高裁判所で確定した。
- 横浜線町田事件（二審東京高裁裁判長 2007年11月14日）

※電車内における痴漢事件。痴漢冤罪を訴えて公訴事実を否認した男性に対し、「（被告人は）犯行を否認し、被害者を証人として尋問する結果を招いた」から重罰は当然であるとして、懲役1年6月の実刑判決を下した。この判決に対し被告人の支援者などは、「被告人に否認するなというのか」と反発し、被告人の抗弁権・防御権を奪いかねない判決を批判した。